# Kalliokari (klippa i Egentliga Finland, lat 60,69, long 21,29)
Kalliokari är en ö i Finland. Den ligger i Skärgårdshavet och i kommunen Nystad i landskapet Egentliga Finland, i den sydvästra delen av landet. Ön ligger omkring 60 kilometer väster om Åbo och omkring 210 kilometer väster om Helsingfors.
Öns area är 2,5 hektar och dess största längd är 240 meter i öst-västlig riktning.  Närmaste större samhälle är Nystad, 13,6 km nordost om Kalliokari.